# Retrocitomyia argentina
Retrocitomyia argentina är en tvåvingeart som beskrevs av Guilherme A.M.Lopes 1988. Retrocitomyia argentina ingår i släktet Retrocitomyia och familjen köttflugor. Inga underarter finns listade i Catalogue of Life.